# 牛尾友次
牛尾 友次（うしお ともじ、1881年〈明治14年〉1月10日 - 没年不明）は、日本の政治家、資産家、元大阪堂島米穀取引所取引員、牛尾友次商店店主。兵庫県飾磨郡城南村会議員。保證責任城陽信用購買販売利用組合理事。族籍は兵庫県平民。

## 人物
兵庫県人・牛尾藤次郎の長男。牛尾梅吉の甥。1908年、家督を相続する。
牛尾梅吉から仲買業を譲られる。直接国税4830余円を納める。大阪堂島米穀取引所正米部精算部取引員である。1937年に閉業する。神戸銀行員である。
農業を営む。住所は兵庫県飾磨郡城南村豊沢、姫路市豊沢町。

## 家族・親族
牛尾家
- 父・藤次郎（兵庫平民）[2]
- 弟
  - 慶次（1892年 - ?、有価証券売買業）[12] - 住所は姫路市東雲[12]。
  - 秀太郎[13]（1894年 - ?、株式仲買商[1]、有価証券売買業[14]） - 牛尾藤次郎の三男[14]。住所は姫路市豊沢[14]。
  - 留雄（1903年 - ?、牛尾興業常務[13]、広沢製作所代表[15]） - 牛尾藤次郎の五男[15]。住所は姫路市豊沢[15]。
  - 一夫（1906年 - ?、神戸スターレーン、日真ガラス各社長[16]） - 牛尾藤次郎の六男に生まれ、永井善次の養子となる[16]。
- 妹[9]
- 妻（1880年 - ?、兵庫、黒田吉次郎の妹）[3]
- 子[3]